# Urtica chamaedryoides
Urtica chamaedryoides, llamada popularmente chichicastle u ortiguilla, es una hierba de la familia de las urticáceas, distribuida por el sureste de Estados Unidos y el norte de México. Habita laderas boscosas, terrenos perturbados, márgenes de ríos y lagos, y prados; en terrenos ricos y húmedos.

## Descripción
Es una herbácea anual o perenne de entre 80 a 150 cm de alto. Muy ramificada desde la base, con hojas ovadas o triangulares de hasta 8 cm de largo con márgenes serrados. La inflorescencia es una cima globosa con pequeñas flores verdes unisexuales de 4 tépalos. El fruto es un aquenio ovoide a elipsoide. Es altamente variable en forma y crecimiento.